# Jeriemiejewo (Komi)
Jeriemiejewo (ros. Еремеево) – wieś (dieriewnia) w Rosji, w Republice Komi, w rejonie troicko-pieczorskim. W 2010 liczyła 198 mieszkańców.